# Пембанска летяща лисица
Пембанската летяща лисица (Pteropus voeltzkowi) е вид бозайник от семейство Плодоядни прилепи (Pteropodidae). Видът е световно застрашен, със статут уязвим.

## Разпространение
Разпространен е в Танзания.